# Симфонический оркестр «Коламбия»
Симфонический оркестр «Коламбия» (англ. Columbia Symphony Orchestra) — никогда не существовавший как постоянный коллектив американский симфонический оркестр, под именем которого в период с 1945 по 1965 год выпустила ряд записей классической музыки фирма Columbia Records. Музыканты набирались в оркестр для каждой конкретной записи отдельно, однако основу оркестра, в зависимости от того, на какой из студий фирмы делались записи, составляли музыканты Нью-Йоркского филармонического оркестра или Лос-Анджелесского филармонического оркестра (последний также выполнил под этим названием ряд записей для фирмы своим полным составом). В Нью-Йорке в деятельности оркестра участвовали также музыканты бывшего Симфонического оркестра NBC, к этому времени приобретшего самостоятельный статус, а в Лос-Анджелесе — оркестранты голливудских киностудий.
Первоначально возник в Нью-Йорке как Радиосимфонический оркестр «Коламбия» или Симфонический оркестр CBS и использовался для сопровождения передач этой радиостанции, в частности, постановок Орсона Уэллса, сопровождаемых музыкой Бернарда Херрманна, часть которых выпускалась затем на пластинках. С конца 1940-х годов фирма стала набирать оркестр уже специально для записей классической музыки. Наиболее известны записи, сделанные (как с составом в Нью-Йорке, так, позднее, и с составом в Лос-Анджелесе, где в стерео-формате звучания была, в том числе, повторно записана часть произведений, ранее записанных в Нью-Йорке в моно) Бруно Вальтером, среди которых все симфонии Бетховена и Брамса, поздние симфонии Моцарта, ряд симфоний Брукнера и Малера. В Нью-Йорке с оркестром также сотрудничали Игорь Стравинский, записавший для фирмы ряд своих сочинений, в том числе балет «Жар-птица», Роберт Крафт, специализировавшийся на Нововенской школе и творчестве Эдгара Вареза, Леонард Бернстайн, солировавший на фортепиано в записях Равеля и Гершвина, а также Томас Бичем, записавший с оркестром ряд популярных увертюр, миниатюр и бисов.